# Nová Ves nad Lužnicí (stacja kolejowa)
Nová Ves nad Lužnicí – stacja kolejowa w miejscowości Nová Ves nad Lužnicí, w kraju południowoczeskim, w Czechach. Znajduje się na linii 226 Veselí nad Lužnicí – Gmünd, na wysokości 475 m n.p.m..  

## Linie kolejowe
- 226: Veselí nad Lužnicí – Gmünd